# Cyclamen colchicum
Cyclamen colchicum är en viveväxtart som först beskrevs av Nicholas Michailovitj Albov, och fick sitt nu gällande namn av Nicholas Michailovitj Albov. Cyclamen colchicum ingår i släktet cyklamensläktet, och familjen viveväxter. Inga underarter finns listade i Catalogue of Life.

## Bildgalleri

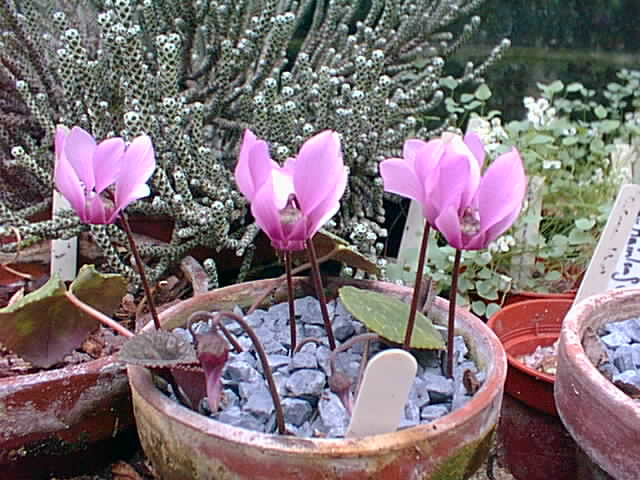
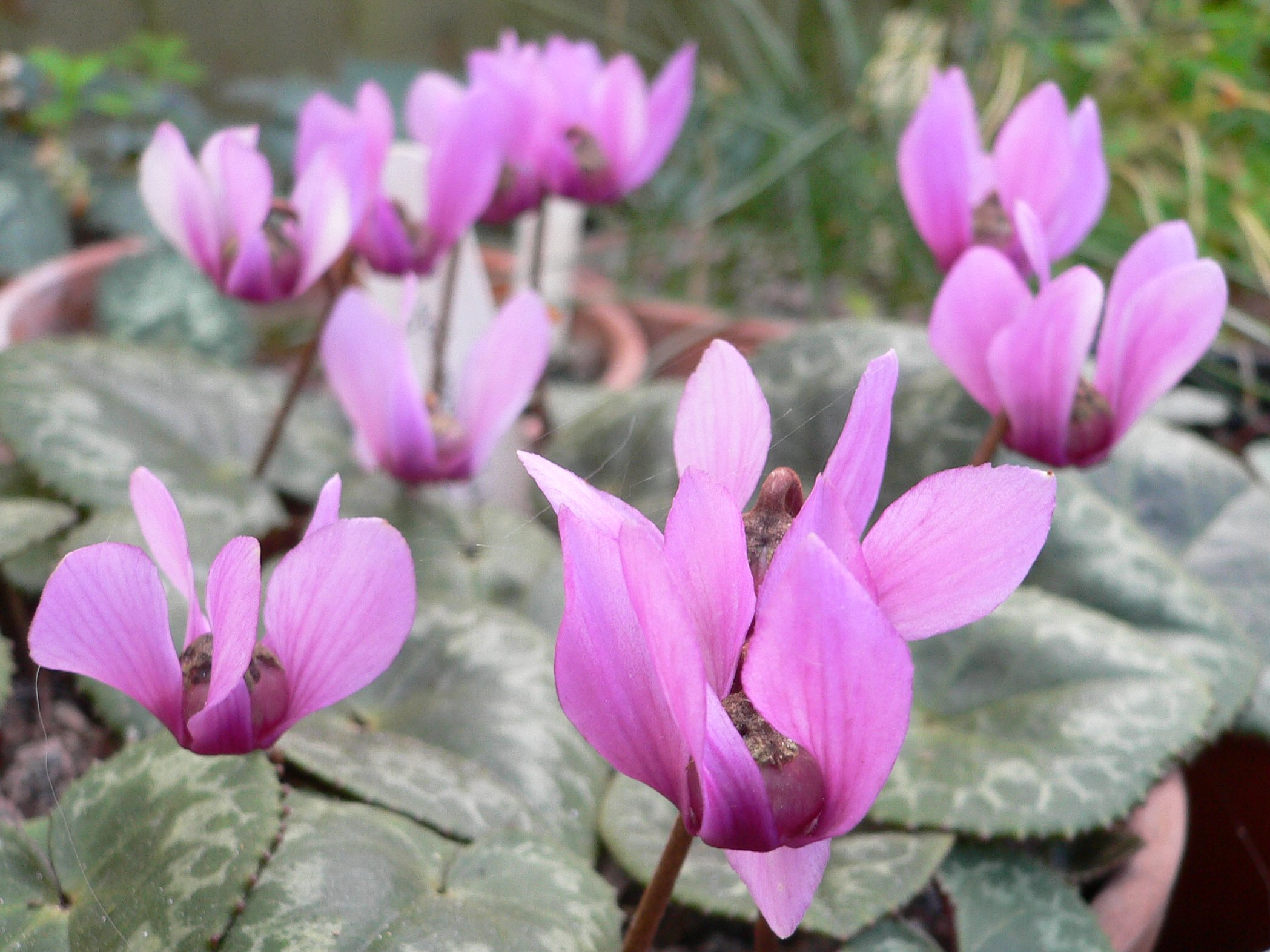